# Olaus Magnus

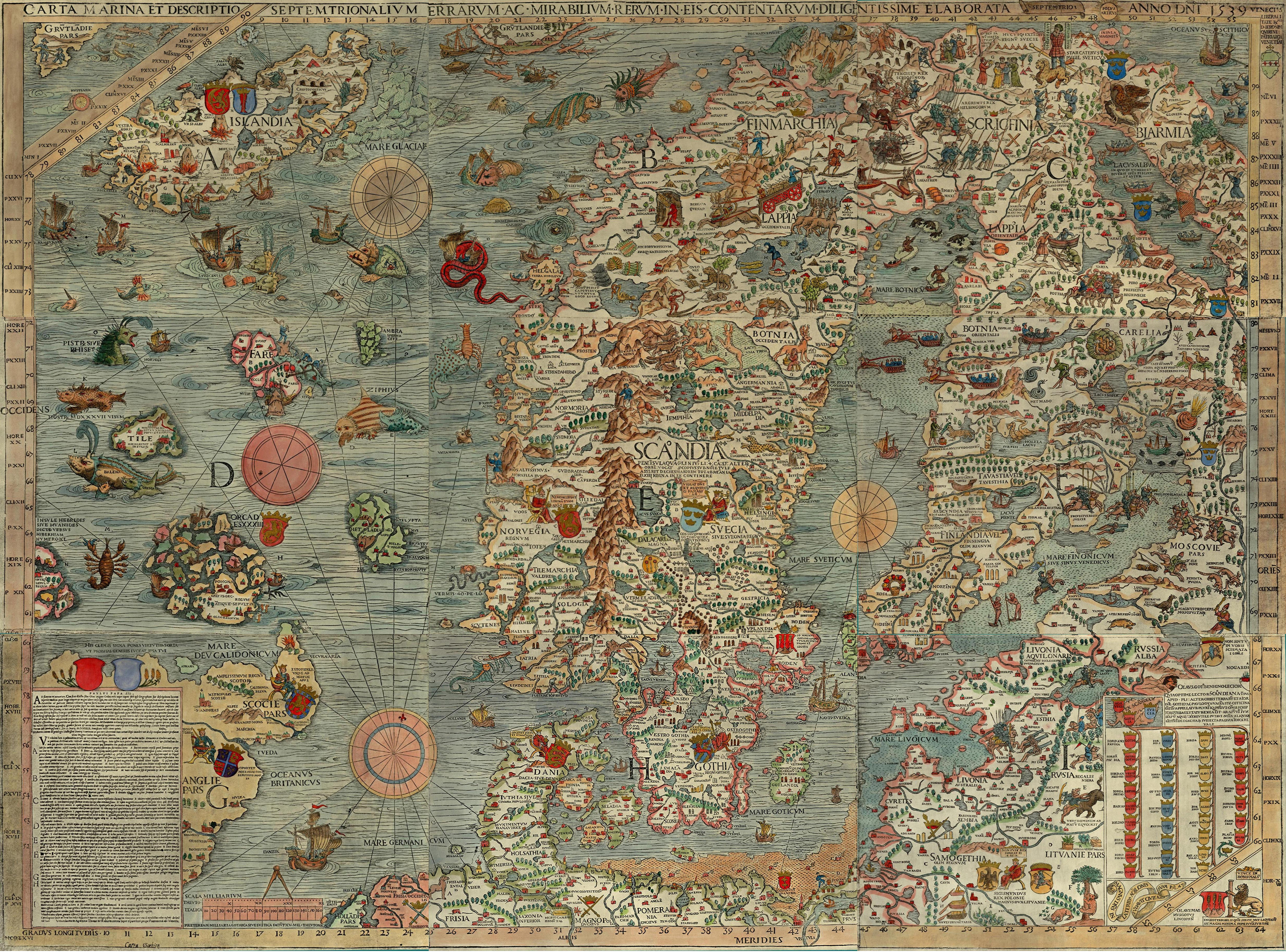
Carta Marina (1539)

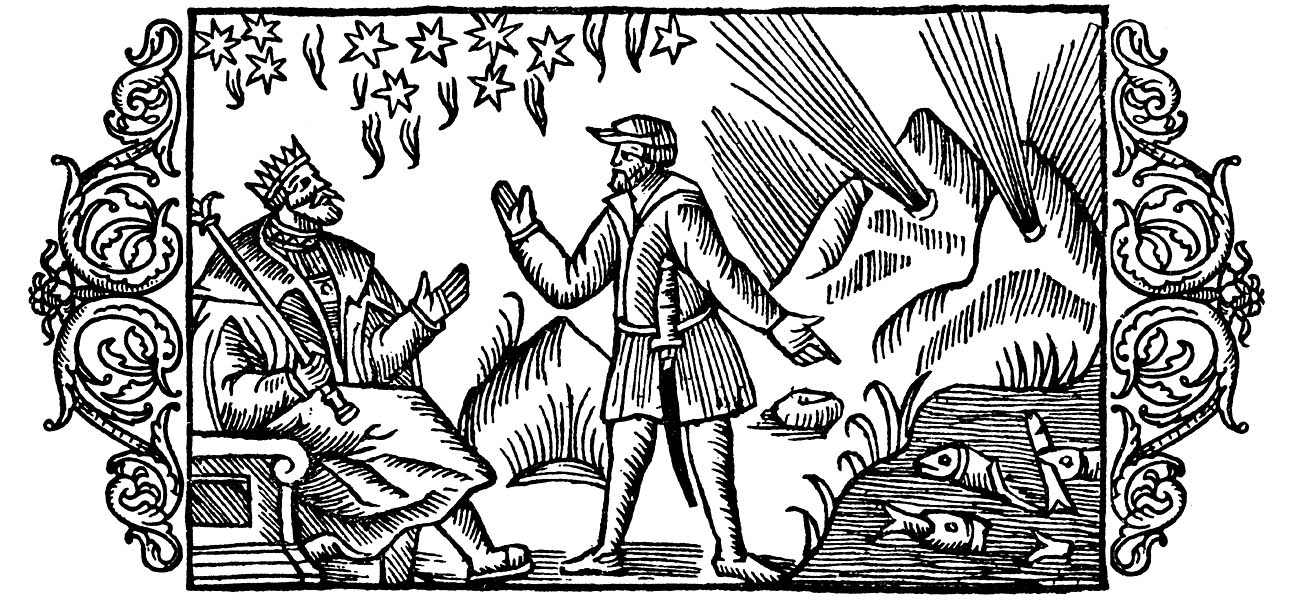
Darstellung verschiedener Wahrsagungsformen aus Historia de gentibus septentrionalibus (1555)

Olaus Magnus, latinisiert aus Olof Månsson (* 1490 in Östergötland; † 1557 in Rom), war ein schwedischer katholischer Geistlicher, Kartograf und Geograph. Er war – im Exil in Rom – Erzbischof von Uppsala.

## Leben und Werk
Olof Månsson war ein Sohn des Måns Petersson in Linköping und dessen Ehefrau Kristina. Während des Studiums in Rostock und Köln latinisierte er seinen Namen zu Olaus Magnus. 1514 wurde er Baccalaureus, später auch Magister. Er war Domherr in Uppsala und Linköping. Im Auftrag von Giovanni Angelo Arcimboldi, dem Generalkommissar für den Ablass in Norddeutschland und Skandinavien, bereiste er 1518 und 1519 Norrland, wobei er über Nidaros bis nach Pello kam. Die auf dieser Reise gesammelten Eindrücke, verwendete er später für seine Carta Marina. 1523 wurde er Dompropst in Strängnäs.
Olaus Magnus begab sich 1524 in der Folge der Reformation als gläubiger Katholik gemeinsam mit seinem Bruder Johannes Magnus, dem vertriebenen Erzbischof von Uppsala, ins Exil. 1534 übertrug Papst Paul III. ihm die Kirche und das dazugehörende Hospiz Santa Brigida in Rom, wo er ein Planungszentrum seiner Aktivitäten eröffnete und verschiedene Schriften, darunter auch ein historisches Werk seines Bruders, veröffentlichte.
Als sein Bruder 1544 starb, wurde Olaus von Papst Paul III. zum Erzbischof von Uppsala ernannt, ohne dass er jedoch sein Territorium betreten konnte. In dieser Funktion nahm er am Konzil von Trient teil. Als großer Eiferer für den katholischen Glauben und Gegner der lutherischen Lehre nahm er an Bücherverbrennungen in Bologna teil und wirkte bei der Erstellung des Index librorum prohibitorum, der Liste der für gläubige Katholiken verbotenen Bücher, von Giovanni Della Casa mit. In verschiedenen Eingaben versuchte er, führende Kirchenmänner zu bewegen, die Gegenreformation in den skandinavischen Ländern zu eröffnen.
In Rom arbeitete er auch an seinem Hauptwerk, der Landkarte Nordeuropas Carta marina und der Historia de gentibus septentrionalibus, die einen Kommentarband zu der Karte darstellt. Dieses Werk war die erste geographische Darstellung der Länder des Nordens in der Renaissance. Er zeigte hierbei das Volksleben, vor allem im Hinblick auf das, was in Italien ungewöhnlich erschien, z. B. das Schwimmen der Germanen auch in kaltem Wasser.
Nach seinem Tod 1557 wurde er am Altar der hl. Veronika im römischen Petersdom bestattet. Als sein katholischer Nachfolger wurde sein Neffe Magnus Laurentii bestimmt.

## Ausgaben seiner Schriften (Auswahl)
- Die Wunder des Nordens (Die Andere Bibliothek; Bd. 261). Erschlossen von Elena Balzamo und Reinhard Kaiser. Werksauswahl, mit einem Nachdruck der „Carta marina“ von 1539. Eichborn, Frankfurt am Main 2006, ISBN 3-8218-4571-6.
- Storia de’ costumi de’ populi settentrionali. „Trad. de Remigio Fiorentino“. Venedig 1561.

## Literatur

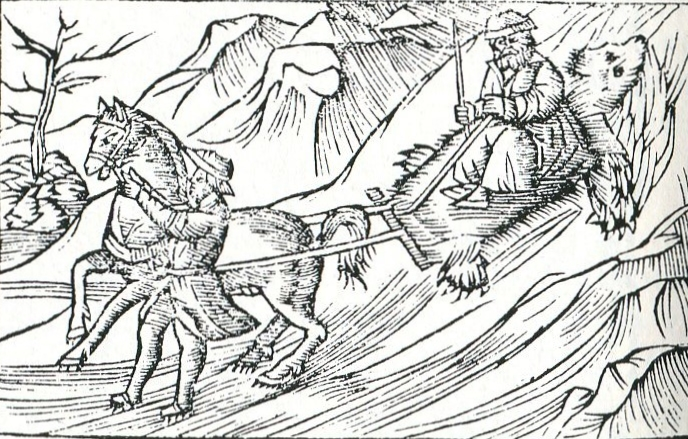
Schlittenfahrt, Zeichnung von Olaus Magnus um 1530